# 超局所解析
数学の解析学の分野における超局所解析（ちょうきょくしょかいせき、英: microlocal analysis）とは、1950年代以後に発展した技術を用いた解析手法である。変数係数の線型および非線型偏微分方程式の研究に関するフーリエ変換にその基礎を置く。超函数や、擬微分作用素、波面集合、フーリエ積分作用素、振動積分作用素、パラ微分作用素の研究などに応用される。
「超局所」（microlocal）という語は、空間内の位置についての局所化のみならず、ある与えられた点の余接空間方向についての局所化を意味する。このことは、次元が 1 よりも大きい多様体に対して、重要な意味を持つ。